# Сирсалис (лунный кратер)
Кратер Сирсалис (лат. Sirsalis) — крупный молодой ударный кратер в области юго-западного побережья Океана Бурь на видимой стороне Луны. Название присвоено в честь итальянского астронома и селенографа Джироламо Сирсалиса (1584—1654) и утверждено Международным астрономическим союзом в 1935 г. Образование кратера относится к эратосфенскому периоду.

## Описание кратера
Ближайшими соседями кратера являются кратер Гримальди на северо-западе; кратер Дамуазо на севере; кратер Ханстен на востоке; кратер Фонтана на юго-востоке; кратер Де Вико на юге и кратер Крюгер на западе-юго-западе. На западе и востоке от кратера Сирсалис расположены борозды Сирсалиса; на северо-востоке находится Океан Бурь. Селенографические координаты центра кратера 12°29′ ю. ш. 60°31′ з. д. / 12,49° ю. ш. 60,51° з. д., диаметр 44,2 км, глубина 4730 м.
Кратер Сирсалис расположен в области широкого хребта тянущегося с юга на север; имеет эллиптическую форму вытянутую в направлении север-северо-запад – юг-юго-восток и практически не разрушен. Западная часть кратера частично перекрывает сателлитный кратер Сирсалис A (см. ниже). Вал c четко очерченной острой кромкой, несколько сглажен в западной части. Внутренний склон вала гладкий, с высоким альбедо. Высота вала над окружающей местностью достигает 1050 м, объем кратера составляет приблизительно 1300 км³. Дно чаши ровное в северо-западной части, оставшая часть чаши имеет хребты концентричные по отношению к валу. В центре чаши расположен массив пиков. По морфологическим признакам кратер относится к типу TRI (по названию типичного представителя этого класса — кратера Триснеккер).

## Сателлитные кратеры
| Сирсалис | Координаты                                            | Диаметр, км |
| -------- | ----------------------------------------------------- | ----------- |
| A        | 12°40′ ю. ш. 61°24′ з. д. / 12,67° ю. ш. 61,4° з. д.  | 48,5        |
| B        | 11°07′ ю. ш. 63°46′ з. д. / 11,11° ю. ш. 63,77° з. д. | 14,9        |
| C        | 10°21′ ю. ш. 64°00′ з. д. / 10,35° ю. ш. 64° з. д.    | 22,4        |
| D        | 9°59′ ю. ш. 58°42′ з. д. / 9,98° ю. ш. 58,7° з. д.    | 34,9        |
| E        | 8°10′ ю. ш. 56°42′ з. д. / 8,16° ю. ш. 56,7° з. д.    | 70,3        |
| F        | 13°34′ ю. ш. 60°09′ з. д. / 13,56° ю. ш. 60,15° з. д. | 13,2        |
| G        | 13°51′ ю. ш. 61°43′ з. д. / 13,85° ю. ш. 61,71° з. д. | 24,2        |
| H        | 14°01′ ю. ш. 62°30′ з. д. / 14,02° ю. ш. 62,5° з. д.  | 25,5        |
| J        | 13°25′ ю. ш. 59°41′ з. д. / 13,42° ю. ш. 59,69° з. д. | 11,9        |
| K        | 10°23′ ю. ш. 57°28′ з. д. / 10,39° ю. ш. 57,47° з. д. | 7,0         |
| T        | 9°17′ ю. ш. 53°35′ з. д. / 9,28° ю. ш. 53,59° з. д.   | 15,0        |
| Z        | 10°22′ ю. ш. 62°02′ з. д. / 10,37° ю. ш. 62,04° з. д. | 90,3        |

- Образование сателлитного кратера Сирсалис A относится к нектарскому периоду[1].

- Образование сателлитных кратеров Сирсалис E и Z относится к донектарскому периоду[1].

- Сателлитные кратеры Сирсалис A, K и J включены в список кратеров с яркой системой лучей Ассоциации лунной и планетарной астрономии (ALPO)[6].

## См.также
- Список кратеров на Луне
- Лунный кратер
- Морфологический каталог кратеров Луны
- Планетная номенклатура
- Селенография
- Минералогия Луны
- Геология Луны
- Поздняя тяжёлая бомбардировка